# Beth Behrs
Elizabeth Ann (Beth) Behrs (Lancaster, 26 december 1985) is een Amerikaans actrice. Ze werd in 2012 genomineerd voor de Teen Choice Award voor beste vrouwelijke doorbraak voor haar hoofdrol in de televisieserie 2 Broke Girls. Behrs maakte in 2009 haar filmdebuut als Heidi in American Pie Presents: The Book of Love.

## Filmografie
| Jaar | Titel                                   | Rol                | Opmerking |
| ---- | --------------------------------------- | ------------------ | --------- |
| 2009 | American Pie Presents: The Book of Love | Heidi              |           |
| 2011 | Adventures of Serial Buddies            | Brittany           |           |
| 2012 | Route 30, Too!                          | buitenaardse       |           |
| 2013 | Monsters University                     | PNK Carrie         | stem      |
| 2015 | Chasing Eagle Rock                      | Deborah            |           |
| 2015 | Hello, My Name Is Doris                 | Brooklyn Henderson |           |

| Jaar       | Titel               | Rol               | Opmerking                         |
| ---------- | ------------------- | ----------------- | --------------------------------- |
| 2010       | NCIS: Los Angeles   | lofzanger         | afl. Disorder                     |
| 2011       | Castle              | Ginger            | afl. Slice of Death               |
| 2011–2017  | 2 Broke Girls       | Caroline Channing | hoofdrol, 138 afl.                |
| 2018       | The Big Bang Theory | Nell              | afl. The Separation Triangulation |
| 2018–heden | The Neighborhood    | Gemma Johnson     | hoofdrol                          |